# Université nationale d'art de Bucarest
L'université nationale d'art de Bucarest ou Universitatea Națională de Arte est un institut d'études supérieures universitaires de Bucarest.
La faculté d'arts plastiques est structurée en cinq sections : peinture, sculpture, graphique, photo-vidéo, pédagogie de l'art.

## Chronologie
- 1864 : École Nationale de Beaux Arts - Școala Națională de Arte Frumoase,
- 1931 : Académie de Beaux Arts - Academia de Belle-Arte,
- 1942 : École Supérieure d'Art de Bucarest - Școala Superioară de Arte din București,
- 1948 : Institut d'Art Plastique "Nicolae Grigorescu" - de Arte Plastice "Nicolae Grigorescu”
- 1990 : Académie d'Art - Academia de Arte

## Professeurs et étudiants célèbres
- Theodor Aman ;
- Ion Andreescu ;
- Corneliu Baba ;
- Catul Bogdan ;
- Adrian Buga ;
- Constantin Brâncuși ;
- Victor Brauner ;
- Ștefan Câlția ;
- Boris Caragea ;
- Florin Ciubotaru ;
- Alexandru Ciucurencu ;
- Nicolae Dărăscu ;
- Ion Dumitriu ;
- Ion Frunzetti ;
- Gheorghe Ghițescu ;
- Elena Greculesi ;
- Adrian Guță ;
- Alexandre Gurita ;
- Radu Igaszag ;
- Sorin Ilfoveanu ;
- Ionel Jianou ;
- Iosif Kiraly ;
- Ben-Ami Koller ;
- Petru Lucaci ;
- Ștefan Luchian ;
- Cornel Medrea ;
- Hortensia Masichievici Mișu ;
- Florin Mitroi ;
- George Oprescu ;
- Alexandru Orăscu (Secțion d'Architecture)
- Dimitrie Paciurea ;
- Corina Popa ;
- Ștefan Râmniceanu ;
- Camil Ressu ;
- Dana Roman ;
- Eugen Schileru ;
- Niculiță Secrieriu ;
- Francisc Șirato ;
- Gheorghe Tattarescu ;
- Roxana Trestioreanu ;
- Vladimir Zamfirescu ;
- Nicolae Mitrofan (MITRO) ;
- Virgil Almășanu;
- Niculaï Florin Georgescu.